# 許哲
許哲（Teresa Hsu Chih，1898年7月7日—2011年12月7日），又稱許哲居士。曾為在世女性華人的最年長者，但未經老人学研究组织（Gerontology Research Group）等公正機構認證。 
她是一位新加坡慈善工作者、社會工作者、瑜伽教師、護士及超級人瑞。她因終其一生積極幫助當地的年長者、病患與貧困者，而被親切地譽為「新加坡的德肋撒修女」。這位退休護士是非營利機構「心連心服務團」及「安老之家」的創辦人，後者是新加坡最早為年老病患設立的安養院之一。她曾在中國與巴拉圭從事社會工作，也曾在英國擔任護士，1961年起來到新加坡並創立類似的慈善機構。儘管年逾百歲，許哲仍積極投入慈善事業，是極少數因事業貢獻而非僅憑長壽受到廣泛認可的超級人瑞之一。她幾乎將所有積蓄都用於餵養和收容比她年輕的貧困與年老者，自己則過著簡樸謙遜的生活。2005年，她獲得新加坡政府頒發的「特別表揚獎」，以表彰她對國家的貢獻。 

## 生平
許哲在1898年7月7日出生於中國廣東省汕頭市。在她16歲時，她的父親跟隨另一個女人離開了家庭，許哲於是隨著母親流浪到馬來西亞的檳城，曾擔任過英國駐香港通訊社秘書。在第二次世界大戰後，她立志成為護士，並且在她47歲時赴英國倫敦學習護理。1961年隨著她的姊姊來到新加坡，並且之後於1965年創辦養老病院。後居於新加坡。 
許哲原是一名天主教修女，於2002年1月29日禮請淨空法師為證明師皈依三寶；她應淨空法師教導，一天只吃一餐。 
許哲於2011年12月7日逝世。 
許哲曾在2004年5月她106歲時出版過《106歲，有愛不老──許哲的生命故事》一書。

## 外部連結
- 新加坡“國寶”---110岁的年青人許哲的故事 [永久]
- 106岁的许哲：爱使生命年轻